# Szuarmuczasz
Szuarmuczasz (ros. Шуармучаш) – wieś (dieriewnia) w Rosji, w Mari El, w rejonie sowieckim. W 2021 liczyła 39 mieszkańców.